# デフゲラーン郡
デフゲラーン郡（ペルシア語: شهرستان دهگلان）とは、イランのコルデスターン州に属する郡である。郡中心市はデフゲラーン。
2007年にゴルヴェ郡から分割された。2006年の調査では人口58,502人、13,780世帯。郡は中心地区とBolbanabad地区の2つに区画されており、デフゲラーンとBolbanabadの2つの市が属する。